# 4-та піхотна дивізія (Франція)
4-та піхотна дивізія (Франція) (фр. 4e division d'infanterie (France) — військове з'єднання, піхотна дивізія французької армії, що брала участь у Першій та Другій світовій війнах та Алжирській війні.

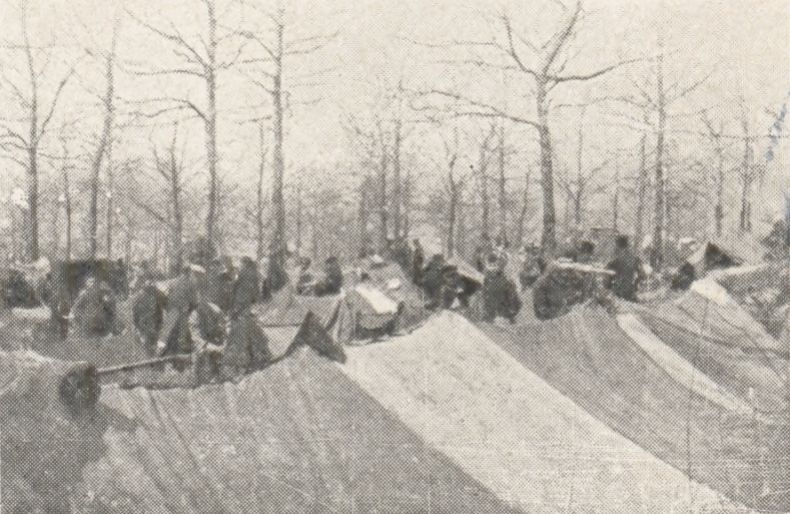
Французькі військові 4-ї дивізії під час боїв у районі Буванкура. 1915

## Історія з'єднання
Дивізія була створена у вересні 1873 року, об'єднавши 7-му та 8-му піхотні бригади. У жовтні 1913 року 120-й піхотний полк, 9-й батальйон піших кавалеристів і 18-й батальйон піших кавалеристів сформували 87-му бригаду, яка була приєднана до 4-ї піхотної дивізії на додаток до 7-ї і 8-ї бригад.

### Перша світова війна
З початком Першої світової війни 4-та дивізія билася на Західному фронті. Дивізія брала участь в усіх великих битвах з 1914 до 1918 року, починаючи від битви в Арденнах у 1914 році, битвах у Шампані, колосальної битви на Соммі й до боїв у 1918 році, що призвели до перемоги союзників у Великій війні.